# Pero bicurvata
Pero bicurvata là một loài bướm đêm trong họ Geometridae.